# Les 101 Dalmatiens (film, 1996)
Pour les articles homonymes, voir Les 101 Dalmatiens (homonymie).
Série
102 Dalmatiens
(2001)
Pour plus de détails, voir Fiche technique et Distribution.
Les 101 Dalmatiens (101 Dalmatians) est un film américain de Stephen Herek sorti en 1996. C'est l'adaptation en prise de vues réelles du long métrage d'animation Les 101 Dalmatiens (1961) des studios Disney.
Le film débute à Londres, alors que lors de sa promenade quotidienne, un dalmatien nommé Pongo tombe éperdument amoureux d'une belle dalmatienne répondant au nom de Perdita. Leur maître et maîtresse respectifs, nommés Roger et Anita, connaîtront d'ailleurs un coup de foudre identique. C'est ainsi que, quelques mois plus tard, ils se retrouvent tous réunis sous le même toit pour voir Perdita donner naissance à quinze chiots. Ce moment de bonheur aurait pu être parfait si Cruella d'Enfer, une créatrice de mode obsédée par la fourrure, ne faisait pas kidnapper les chiots avec la ferme intention de s'en faire un manteau.

## Synopsis
À Londres, alors que l'opinion publique apprend avec dégoût la mort du tigre blanc du zoo (son espèce étant en voie de disparition), Roger, propriétaire d'un dalmatien nommé Pongo et concepteur de jeu vidéo, tente en vain de vendre sa dernière création inspiré de son chien. Pendant ce temps, Anita, propriétaire d'une belle dalmatienne répondant au nom de Perdita, travaille pour la créatrice de mode Cruella d'Enfer, et sa dernière idée inspirée de sa chienne attire véritablement l'attention de sa patronne obsédée par les fourrures : un manteau en peaux de dalmatiens. Lors de sa promenade quotidienne, le chien de Roger, Pongo, tombe éperdument amoureux de Perdita, et se met à sa poursuite, attaché au vélo de Roger, conduisant ce dernier dans la mare du parc. Puis, voulant récupérer son chien, Roger fait connaissance avec Anita, avant de repartir. Mais Perdita, attaché au vélo d'Anita, se met à poursuivre Pongo, conduisant à son tour sa maîtresse dans la mare. Alors qu'ils passent la soirée à se réchauffer et à se remettre de leur journée, Anita et Roger, constatant le coup de foudre de leur chien, connaîtront d'ailleurs un coup de foudre identique...
Horace et Jasper, deux hommes de mains travaillant pour Cruella, viennent chercher sa commande auprès de l'écorcheur muet Skinner : la fourrure du tigre blanc. Désormais mariés, Roger et Anita emménagent ensemble avec Nanny et les chiens. Mais les bonnes nouvelles arrivent rapidement : Anita est enceinte, et sa chienne aussi ! Plus tard, Cruella rend visite à Anita pour relancer son nouveau projet inspiré par son employée : le manteau de fourrure en peau de Dalmatiens, et projette d'acheter les chiots qui naitront. Quelques semaines plus tard, Perdita accouche de quinze chiots, mais en perde un. Pourtant, Roger réussira à le ramener à la vie, celui-ci s'appellera Lucky (« chanceux » en anglais). Peu après, Cruella arrive pour acheter les chiots qui viennent de naître, mais découvre horrifiée qu'ils n'ont pas de tâches de dalmatiens. Rassurée par Roger et Anita à ce sujet (les tâches apparaitront plus tard), Cruella leur fait un gros chèque. Mais Roger et Anita refuse, entrainant la colère de Cruella qui vire Anita.
Un mois plus tard, quelques jours avant Noël, il est temps pour les chiots de recevoir les colliers d'identifications. Mais au cours de la soirée, alors que Anita et Roger sortent promener Pongo et Perdita, Jasper et Horace s'introduisent dans la maison, enferment Nanny et enlèvent les quinze chiots. Un bouledogue passant dans la rue avec son maître les surprend en plein délit et aboie afin de donner l'alerte. Pongo et Perdita, entendant les aboiements du bouledogue au loin depuis Regent's Park, retournent à la maison, suivis par leurs maîtres, et constatent la scène du crime. Les chiens utilisent alors l’aboiement nocturne, un canal de communication canin pour demander de l'aide et retrouver leurs chiots. Prévenue par ses hommes de mains, Cruella possède désormais les 99 chiots dalmatiens nécessaires pour faire son manteau. Jasper et Horace se mettent en route vers le « Castel d'Enfer », la demeure familiale de Cruella d'Enfer, désormais inhabitée et insalubre. Mais en cours de route, ils sont surpris dans un village par Fox, un fox-terrier, qui se met à les suivre, puis se rend dans la ferme voisine où il en informe les animaux. Le chien de la ferme, Colonel, un bobtail, informe à son tour Pongo et Perdita via le canal canin. Ces derniers s'enfuient de la maison et partent en direction de la ferme.
Le soir suivant, "Fox" s'introduit dans le Castel d'Enfer et organise l'évasion des chiots, non sans organiser une série de mauvaises surprises à Horace et Jasper : ils glissent d'abord sur une flaque de pisse fait par le chiot "La Flaque", puis Jasper tombe d'un étage et est immobilisé par une tête de taureau empaillée, et Horace glisse sur la plaque de verglas sur le toit et tombe dans la mare gelée. Mais Cruella, craignant que la police enquêtant sur la disparition des chiots ne remonte jusqu'à elle, fait accélérer les opérations et envoie Skinner en urgence. Mais elle apprend l'évasion des chiens, et envoie Horace et Jasper à leur recherche, non sans mener ses propres recherches. Les chiots sont réfugiés dans la ferme, aidés par "Colonel" et les autres animaux. 
Mais un chiot ne s'est pas encore évadé : Lucky. En effet, celui-ci dormait au moment de l'évasion, et il est désormais à la merci de Skinner qui vient d'arriver pour l'écorcher. Heureusement, Fox, qui se trouvait encore sur les lieux, vient à son secours en attaquant l'écorcheur qu'il neutralise. Pendant ce temps, à la suite d'un sabotage mené par les animaux, la camionnette de Jasper et Horace prend feu, les deux hommes se retrouvent contraints de continuer les recherches à pied. Plus tard, ils seront électrocutés alors qu'ils franchissent une clôture électrique. Pendant ce temps, Roger et Anita comprennent que c'est Cruella qui a fait enlever les chiots et la police, prévenue, perquisitionne son domicile londonien. Les intuitions de Roger et Anita sont justes et la police lance un mandat d'arrêt contre elle.
Pongo et Perdita arrivent enfin à la ferme et se retrouvent avec les chiots sous la bienveillance des animaux de la grange. Mais Cruella arrive et commence à fouiller les lieux. Les dalmatiens peuvent compter sur les animaux de la ferme pour lui rendre la vie difficile : d'abord, un putois se cache dans son sac à main, puis, un oiseau lui pique sa toque, reçoit un coup de sabot du cheval de ferme, puis se fait coincer sous un cochon, puis se fait piéger dans la sauce et se fait envoyer dans la mare de boue, avant de se faire arrêter par la police au petit matin. Celle-ci a également arrêté Jasper et Horace (qui sont enfin soulagés après une nuit difficile) et Skinner mal en point. Entre-temps, les chiens se sont enfuis et retrouvés par la police dans le village voisin qui les récupère. Alors qu'on annonce avoir récupéré 100 dalmatiens, la police et Pongo aperçoivent le 101e dalmatien, Lucky, qui arrive avec Fox au village. Les 101 dalmatiens récupérés, la police repart à Londres. Mais dans le convoi des suspect, le putois (recueilli involontairement par Cruella à son insu) leur lâche une dernière surprise désagréable.
La police revient chez Anita et Roger avec les chiens. Étant les seuls à avoir signalé la disparition de leurs chiens (les 84 autres chiots ayant été achetés par Cruella), Anita et Roger sont convaincus par leurs chiens de les adopter. Roger s'inspire de ces évènements pour la conception de son jeu, en mettant Cruella comme méchante. Ses derniers efforts créatifs sont payants car il arrive à vendre son jeu. À la suite du succès de son jeu, la famille composée de 101 dalmatiens, et d'une petite fille qui vient de naître s'est installé dans un grand domaine où tout le monde s’épanouit.

## Fiche technique
Sauf mention contraire, cette fiche technique est établie à partir d'IMDb.
- Titre original : 101 Dalmatians
- Titre français et québécois : Les 101 Dalmatiens
- Réalisation : Stephen Herek
- Scénario : John Hughes d'après l'œuvre de Dodie Smith (The Hundred and One Dalmatians, 1956)
- Musique : Michael Kamen
- Direction artistique : John Ralph, Alan Tomkins
- Décors : Joanne Woollard, Assheton Gorton
- Costumes : Rosemary Burrows et Anthony Powell
- Maquillage : Lynda Armstrong (supervision) ; Belinda Hodson, Jean-Luc Russier
- Coiffure : Colin Jamison  (supervision) ; Martial Corneville, Jan Jamison, James Nadeaux
- Chapeaux : Stephen Jones
- Photographie : Adrian Biddle
- Effets spéciaux : Steve Hamilton (supervision) ; Paul Dimmer, Mathew Horton, John Modder, David Watkins
- Animatroniques : Chris 'Flimsy' Howes, Jamie Jackson-Moore, Ian Mitchell, Tom Murtagh, Andy Roberts, Guy Stevens (animatronique)|Guy Stevens, Richard Darwin, Robin Ellis  pour Jim Henson's Creature Shop
- Son : Rosie Straker, Clive Winter ; Mel Metcalfe, Terry Porter, Dean A. Zupancic (mixage)
- Montage : Trudy Ship
- Cascades : Simon Crane (supervision) ; Roy Alon, Abbi Collins, David Cronnelly, Steve Dent, Sadie Eden ; Sy Hollands (doublure de Glenn Close et de Joely Richardson, non créditée)
- Production : John Hughes et Ricardo Mestres
  - Production déléguée : Edward S. Feldman et Bill Ryan (non crédités)
  - Production associée : Rebekah Rudd, Michelle Fox, Lyle Mayer][2]
- Sociétés de production : Walt Disney Pictures, Wizzer Productions, Great Oaks Entertainment
- Sociétés de distribution : Buena Vista Pictures, Gaumont Buena Vista International (GBVI) (France)
- Pays d’origine :  États-Unis
- Langue originale : anglais, espagnol
- Format : Couleur (Technicolor) - 35 mm (Panavision) - 2,39:1 - son Dolby Digital
- Genre : Comédie d'aventures
- Durée : 98 minutes (1 h 38)
- Dates de sortie :
  - États-Unis : 18 novembre 1996 (New York City) ;  24 novembre 1996 (Hollywood) ; 27 novembre 1996 (sortie nationale)
  - Belgique / France : 26 mars 1997

## Distribution
- Glenn Close (VF : Élisabeth Wiener ; VQ : Anne Caron) : Cruella d'Enfer
- Jeff Daniels (VF : Renaud Marx ; VQ : Carl Béchard) : Roger
- Joely Richardson (VF : Brigitte Aubry ; VQ : Geneviève De Rocray) : Anita
- Joan Plowright (VF : Hélène Vanura ; VQ : Arlette Sanders) : Nanny
- Hugh Laurie (VF : Michel Papineschi ; VQ : Sébastien Dhavernas) : Jasper
- Mark Williams (VF : Patrick Préjean ; VQ : Yves Massicotte) : Horace
- John Shrapnel : Skinner
- Tim McInnerny (VF : Jean-Claude Donda ; VQ : André Montmorency) : Alonzo
- Hugh Fraser (VF : Jacques Ciron ; VQ : Jean-Louis Millette) : Frederick
- Zohren Weiss : Herbert
- Mark Haddigan : Alan
- Michael Percival (VF : Jean Lescot) : l'inspecteur de police
- Neville Phillips (VF : Jacques Ciron) : le prêtre
- John Benfield : Portier
- Andrew Readman : l'officier de police #1

L'un des costumes de Cruella d'Enfer, créé par le costumier Anthony Powell.

- John Peters (VF : Bruno Dubernat) : l'officier de police #2
- Bill Stewart (VF : Michel Derain) : l'officier de police #3
- Brian Capron (VQ : Daniel Lesourd) : Tim Ryan, reporter du journal télévisé

## Sorties internationales
Sauf mention contraire, les sorties internationales sont issues de l'IMDb.
- États-Unis : 18 novembre 1996 (New York City) ;  24 novembre 1996 (Hollywood) ; 27 novembre 1996 (sortie nationale)
- Singapour : 28 novembre 1996
- Thaïlande : 30 novembre 1996
- Argentine : 5 décembre 1996
- Australie : 5 décembre 1996
- Royaume-Uni : 13 décembre 1996
- Irlande : 13 décembre 1996
- Brésil : 14 décembre 1996, 21 décembre 1996
- Corée du Sud : 21 décembre 1996
- Taïwan : 25 janvier 1997
- Suède : 7 février 1997
- Pays-Bas : 20 février 1997
- Espagne : 21 février 1997
- Allemagne : 6 mars 1997
- Pologne : 7 mars 1997
- Japon : 8 mars 1997
- Portugal : 10 mars 1997 (Avant-première)
- Danemark : 14 mars 1997
- Grèce : 14 mars 1997
- Italie : 14 mars 1997
- Hongrie : 20 mars 1997
- Estonie : 21 mars 1997
- Finlande : 21 mars 1997
- Portugal : 21 mars 1997
- Afrique du Sud : 21 mars 1997
- Belgique : 26 mars 1997
- France : 26 mars 1997
- Islande : 26 mars 1997
- Turquie : 18 avril 1997

## Box-office
Sauf mention contraire, les informations suivantes sont issues de Box Office Mojo.
- Budget : 75 000 000 $ (USD) (estimation)[5]
- Recettes du 1er week-end aux États-Unis : 45 073 479 $ (USD) (du 29 novembre 1996 au 1er décembre 1996)
- Recettes aux États-Unis : 136 189 294 $ (31 millions d'entrées vendues[6]).
- Recettes en France : 4 050 145 d'entrées[7]
- Recettes en Allemagne : 2 311 182 d'entrées[8]
- Recettes en Italie : 1 689 715 d'entrées[9]
- Recettes dans le reste du monde : 184 500 000 $ (USD)
- Total des recettes dans le monde entier : 320 689 294 $ (USD)

## Distinctions
Sauf mention contraire, les récompenses et distinctions sont issues d'IMDb.

### Récompenses
- Blockbuster Entertainment Awards 1997 : Favorite Actor/Actress - Family pour Glenn Close
- BMI Film and TV Awards 1997 :  Meilleure musique de film pour Michael Kamen
- Kids' Choice Awards 1997 : Favorite Animal Star

### Nominations
- Awards Circuit Community Awards 1996 : Meilleure création de costumes pour Rosemary Burrows et Anthony Powell
- British Academy Film Awards 1997 : Meilleurs maquillages et coiffures pour Colin Jamison, Martial Corneville, Jean-Luc Russier, Lynda Armstrong
- Golden Globes 1997 : Meilleure actrice dans un film musical ou une comédie pour Glenn Close
- Critics' Choice Movie Awards 1997 : Meilleur film familial :  pour Glenn Close
- Online Film and Television Association Awards 1997 :
  - Meilleure actrice dans un film musical ou une comédie pour Glenn Close
  - Meilleure création de costumes pour Rosemary Burrows et Anthony Powell
  - Meilleurs maquillage et coiffure pour Lynda Armstrong, Belinda Hodson, Colin Jamison, James Nadeaux, Wendy Rawson, Martial Corneville, Paul Huntley, Jan Jamison et Jean-Luc Russier
- Saturn Awards 1997 : Meilleure actrice dans un second rôle pour Glenn Close
- Satellite Awards 1997 : Meilleure actrice dans un film musical ou une comédie pour Glenn Close
- Young Artist Awards 1997 : Best Family Feature - Musical or Comedy

## Analyse

### Différences avec la version originale

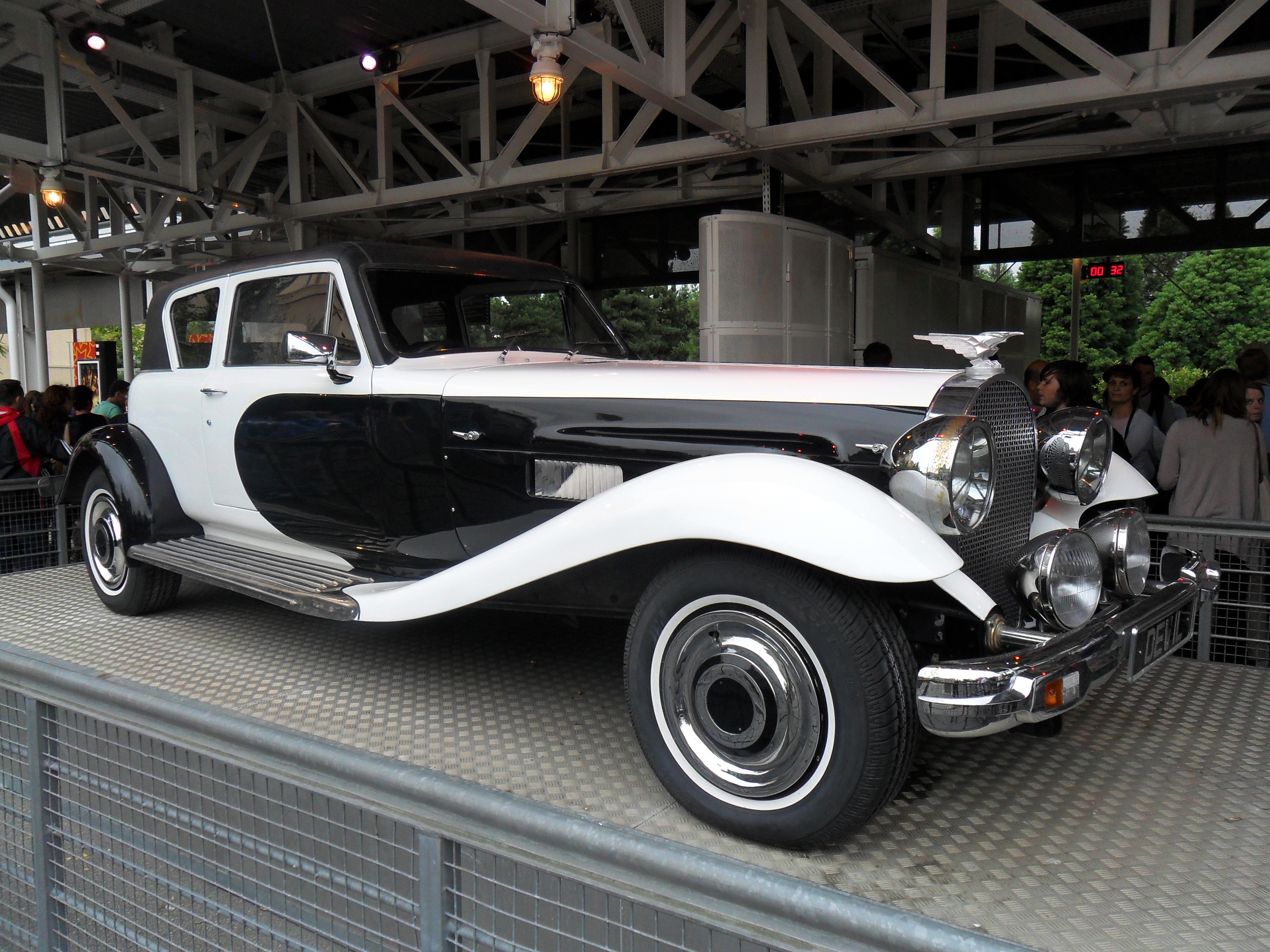
La Panther De Ville de Cruella d'Enfer.

- L'histoire de cette adaptation en images réelles est censée se dérouler 35 ans après l'histoire de la version originale.
- Dans cette version, Roger est concepteur de logiciels de jeux vidéo, contrairement au dessin-animé, où son activité est la composition de musique. A la fin, lors de la démonstration réussie du jeu vidéo Cruella, le graphisme du jeu est identique au dessin animé de 1961. Quant à Anita, elle est styliste et travaille pour Cruella au début du film (elle est licenciée lorsqu'elle refuse de lui céder les chiots de Pongo et de Perdita, qui viennent de naître), tandis que dans le dessin animé, elle semble être femme au foyer.
- À la fin du film, Cruella, Horace, Jasper et Skinner se font arrêter par la police. Par la suite, la police retrouve Pongo, Perdita et les chiots et les ramène à Londres. Dans le dessin-animé, Cruella, Horace et Jasper poursuivent un camion qui emmène sans le savoir Pongo, Perdita et les chiots à Londres. Après une folle course-poursuite, la voiture de Cruella est accidentellement précipitée dans un ravin par la camionnette de Jasper et d'Horace. De plus, Skinner n'apparaît pas dans le dessin-animé.
- Roger et Anita donnent naissance à une petite fille dans le film. Dans le dessin animé, ils n'ont pas d'enfants.
- Horace et Jasper sont frères dans le dessin animé. Dans le film, ils n'ont pas de lien de parenté.
- Les animaux parlent dans le dessin animé, mais ne parlent pas du tout dans le film.
- Dans le film, Cruella appelle Roger en se trompant de nom à chaque fois (il est probable qu'elle le fasse exprès), alors que dans le dessin animé, elle l'appelle bien par son nom.
- À la fin du film, comme dans le dessin animé, Roger décide de s'installer avec Anita, leur bonne et leurs 101 dalmatiens dans une grande maison. Toutefois, contrairement au film, cette maison n'est pas montrée dans le dessin animé.

## Autour du film
- Les 101 dalmatiens est le deuxième « Classique d'animation Disney » à être adapté en image réelles, le premier étant Le Livre de la Jungle en 1994.
- Lorsque les chiots regardent la télé, on voit à l'écran deux films des studios Disney. Les premières images montrent un extrait du long métrage d'animation Les Aristochats (1970) puis un des chiots change de chaîne et zappe sur L'Incroyable Voyage (1993).
- 230 chiots dalmatiens et 20 dalmatiens adultes ont été utilisés pendant le tournage[11].
- Joely Richardson (Anita) et Hugh Fraser (Frederick) avaient déjà tourné ensemble dans l'épisode Le Songe de la série Hercule Poirot en 1989.